# Automatically switched optical network

Struktura logiczna sieci ASON. 1. Urządzenie klienta (Router AP, Switch ATM) 2. Płaszczyzna Kontrolna 3. Płaszczyzna Zarządzania 4. Płaszczyzna transportowa

ASON (ang. Automatically switched optical network) – Technologia sieciowa umożliwiająca automatyczne dostarczanie usług. ASON jest postępem w stosunku do dotychczasowych sieci optycznych, nie ogranicza się jedynie do dzierżawionych połączeń, obejmuje również miękkie-trwałe, oraz komutowane połączenia. Sieci ASON dedykowane są głównie pod sieci IP. Poprawiają działanie różnych usług, zapewniając rozróżnienie wymagań Quality of Service. ASON umożliwia efektywne przełączanie i dynamiczne tworzenie połączeń.

## Zasada działania
Połączenie komutowane jest ustanawiane przez system zarządzania, używający sygnalizacji (LDP – Label Distribution Protocol, CR-LDP – Constraint-based LDP lub RSVP – Resource ReSerVation Protocol) i protokołów routingu (OSPF – Open Shortest Path First, oraz IS-IS – Intermediate System to Intermediate System). Użytkownik zakłada i udostępnia połączenia, więc obie strony mają kontrolę na odpowiednich końcach łącza. Pozwala to szybkie tworzenie nowych połączeń między dwoma punktami (np. w przypadku zwiększonego ruchu, jako alternatywne ścieżki). Sygnalizacja razem z protokołami pozwalają na szybkie i automatyczne konfigurowanie (i rekonfigurowanie) sieci.
Dzięki wymienionym wyżej protokołom sygnalizacji i routingu każdy element sieci ASON zna topologię całej sieci. Urządzenia w sieciach ASON mają rozpoznawać topologię, zajmują się sygnalizacją, routingiem, przyznają adresy, kontrolują ruch oraz tworzą, przywracają i zabezpieczają połączenia.

## Usługi ASON
- trwałe połączenia – ustanawiane z centrum zarządzania, poprzez konfigurację całego sprzętu biorącego udziału w połączeniu.
- miękkie połączenia  – ustanawiane przez centrum zarządzania. Wymaga routingu i sygnalizacji na NNI (Network to Network Interface) aby ustanowić połączenie.
- przełączane połączenia – potrzeba sygnalizowana jest przez klienta na interfejsie UNI (User to Network Interface)
- OVPN – Optical Virtual Private Network
- Lambda Trunking